# Маяк (Алтайский край)
Маяк — село в Чарышском районе Алтайского края, до 4 марта 2022 года административный центр сельского поселения Маякский сельсовет.

## История
Основано в 1890 г. В 1928 году деревня Верзиловка состояла из 152 хозяйств, основное население — русские. В административном отношении являлось центром Верзиловского сельсовета Бащелакского района Бийского округа Сибирского края.
В 1929 году в деревне создается совхоз имени Ворошилова, по которому и деревня стала называться Ворошилово. В 1957 году хозяйство переименовано в совхоз «Маяк».
При цитировании ссылка на Информационный портал Алтайская правда обязательна
В 1958 году указом Президиума Верховного Совета РСФСР посёлок Ворошилово переименован в посёлок Маяк.

## Население
| 1926 | 1997 | 1998 | 1999 | 2000 | 2001 |
| ---- | ---- | ---- | ---- | ---- | ---- |
| 756  | ↘630 | ↘620 | ↗639 | ↘628 | ↘604 |
| 2002 | 2003 | 2004 | 2005 | 2006 | 2007 |
| ↘590 | ↗610 | ↘571 | ↘502 | ↗506 | ↗508 |
| 2008 | 2009 | 2010 | 2011 | 2012 | 2013 |
| ↗509 | ↗512 | ↘469 | ↗475 | ↘465 | ↘455 |

Национальный состав
Согласно результатам переписи 2002 года, в национальной структуре населения русские составляли 96 %.